# Paul Élie Salzedo
 (février 2025).
Paul Élie Salzedo, né le 7 juin 1842 à Bordeaux et mort le 23 décembre 1909 à Castelmoron-sur-Lot, est un peintre français.

## Biographie
Élie Paul Salzedo est le fils de Jacob Gustave Salzedo, négociant, et de Pauline Picard.
Élève de Léon Bonnat, il expose au Salon de 1873 à 1910 où il obtient une mention honorable en 1883. Il obtient également une médaille lors de l'Exposition universelle de 1889 et celle de 1900.
Peintre de genre, il s'oriente vers la cour d'assises, proposant une série de tableaux (Le Tribunal, Le Plaidoyer, L'Accusé…).
Il meurt célibataire à Castelmoron-sur-Lot à l'âge de 67 ans.

## Distinction
- Palmes académiques (1901)[7].

## Œuvres exposées aux Salons parisiens
- Le Chef, au Salon de 1873
- Portrait de Mme *, au Salon de 1873
- Une Partie de dominos, au Salon de 1874
- Après déjeuner, au Salon de 1875
- Intérieur de forge, au Salon de 1876
- Chasseur landais, au Salon de 1877
- Le Braconnier, au Salon de 1878
- Portrait de Marie, au Salon de 1878
- Le Garde, au Salon de 1879
- Le Tribunal, au Salon de 1880
- Le Plaidoyer ; assises de Bordeaux, au Salon de 1881
- L'Accusé, au Salon de 1882
- Le Témoin, au Salon de 1883
- Le Prévenu, au Salon de 1883
- La Carrière de moëllons, au Salon de 1884
- Le Repos des carriers, au Salon de 1885
- Un Conseil de guerre, au Salon de 1887
- La Délibération, au Salon de 1888
- Le Conseil de guerre, au Salon de 1889 (Toulouse)
- La Justice de paix, au Salon de 1889
- Le Chasseur de Bécasses, au Salon de 1892
- L'Auditoire : Chambre correctionnelle, au Salon de 1893[8].
- La Leçon d’anatomie élémentaire de Pierrot, au Salon de 1894
- Des Cours et tribunaux sachant que l’on se lasse, au Salon de 1897
- Le vieil habitué, au Salon de 1898
- La Manille, au Salon de 1899
- Le « Barye » du musée de Bordeaux, au Salon de 1901
- La Soliste, au Salon de 1903
- Un Bronze "de Barye, au Salon de 1906
- Mes Fioles, au Salon de 1909
- Un Coin du musée de Bordeaux, au Salon de 1910
- Un Portrait de Meissonier, au Salon de 1910